# 駐澳葡軍
駐澳葡軍（葡萄牙語：Forças Armadas Portuguesas em Macau）為1975年以前，葡萄牙軍隊駐守葡屬澳門的國防軍隊，設施有大炮台、望廈炮台、路環疊石塘山軍事哨站等等。澳門最後一批葡萄牙駐軍於1975年12月31日撤出，此後至1999年澳門回歸之前，沒有軍隊在此城市進駐。

## 歷史

### 建立
葡萄牙在十六世紀中葉據居澳門後，隨着商埠地位的提升而使其漸具戰略價値。《澳門記略》雖載「夷目有兵頭……轄蕃兵150名，分戍諸炮台及三巴門」，但當時葡人在澳駐兵並不固定，且多以修築防禦工事為主，尙未形成定期輪換機制，防衛近乎真空，也是後來荷蘭覬覦澳門，以至發動侵略的其中一個原因。

### 18世紀未
直至1784年，當時的葡屬印度總督頒布訓令，向澳門派遣100名火槍兵及50名炮兵，每六年輪換一次。這些起初駐紮在司打口附近的士兵，可被視為葡人在澳駐紮陸軍的開端。當時正値澳門葡人自我管理機構議事會的權力處於衰落，故葡國直接向澳門派兵，也是中央集權有所加強的標誌。

### 1880年代
葡萄牙在澳駐軍後來有進一步發展。在1810年，設「攝政王子炮兵營」，自果阿派兵400人。1845年，改組為「前線炮兵營」，翌年再設「臨時炮兵營」，加強 對佔領澳門的準備。1849年成功驅逐大清駐澳官員後，在1856年底將炮兵營整合，翌年被定名為「澳門炮兵營」，包括一個炮兵連和兩個步兵連，至1876年撤銷番號，全營收歸里斯本的海外步兵軍團。由於難於管理，該軍團在1893年被撤銷。

### 1900年代
到1901年，葡萄牙重整澳門的駐軍，包括大本營、歐裔炮兵及步兵各一連、分別附設一個歐裔步兵連和一個土著（摩爾裔及華裔）步兵連的警察隊兩支、騎兵隊、土著樂隊、軍需庫、澳門曁帝汶醫療連、大炮台軍事監獄和退役士兵連。在1911年，駐澳的葡國陸兵總數為678人，包括498名歐裔、88名摩爾裔和92名華裔。

### 二戰期間
戰間期及二戰期間，除了海軍方面有一艘軍艦和四架水上飛機外，駐澳葡軍的組織有：大本營、一個炮兵連、一個機槍連、兩個土著輕步兵連、大炮台軍事監獄和地區軍事法院。而在1942年，駐澳陸兵的總數有643人，包括338名歐裔，分佈在炮兵連和機槍連，以及305名莫桑比克和帝汶士兵，此時已無華人參軍。
至於非洲黑人士兵，即老一輩澳門華人常稱的「搣咕」（粵音：mit1 gu4），是在1920年從莫桑比克調派兩個連來澳時開始的，葡語即mico，猴屬動物的意思，口語即指「醜陋的人」，帶貶義甚至歧視性質。

### 1950年代
1949年，葡方因應中國局勢而從葡国本土、安哥拉和幾內亞比绍調派部隊來澳。第一批部隊，包括裝置連、七點五公分反空襲炮兵連、幾內亞土著輕步兵連和安哥拉輕炮兵連各一，在4月9日抵澳。第二批部隊在8月24日抵達，數量更多，對澳門的防禦更形增強，包括 兩個反坦克連、工程連、四公分反空襲炮兵連、八點八公分輕型自動炮兵連各一，還有混合遠征軍和各類後勤支援兵種。到9月13日，再有兩個步兵營和三個步兵連加入。
此時駐澳的葡國陸軍已達歷史上的最高峰，而隨着地緣局勢緩和，當局在1953年即籌備大規模輪換，藉此減少駐軍人數。該次輪換在1956年假九龍執行，原因是澳門的港口不宜停靠大型軍艦。參與輪換的葡兵是靠佛山輪來往港澳的。據統計，參與輪換的士兵人數達2299人。 由於該次輪換並非強制性，故上述數字並非當時駐澳葡軍的總數，但與過往駐軍人數長期在600名左右相比，足以反映葡萄牙當局對澳門情勢一度出現的擔憂，甚至遠超二戰時期。

### 1960年代至1970年代
1961年，澳門陸軍司令部易名為「澳門獨立地區司令部」，總部設加思欄，有五個步兵連：路環（分設氹仔一隊）、二龍喉、青洲、望廈炮台和關閘，另於東望洋駐炮兵連，在美副將大馬路設軍需處，軍醫所設在二龍喉兵營內。然而在新的編制被確定後的翌年，即解散關閘步兵連，到1963年底，路環和望廈步兵連被調往莫桑比克，僅保留二龍喉青洲兩個連，其中青洲連的部分駐兵被抽調駐守路環。在1964年，在東望洋的炮兵連開始縮減規模直至解散。至於剩下的步兵連在1967年4月分別改以“八號步兵連”和“九號步兵連”為番號。
按照葡萄牙軍隊編制中一個連應有250名士兵推算，後期駐澳葡國陸軍的人數應在500至600人左右，但由於有關的員額一般不會完全填滿，故實際的駐軍人數可能更少，甚至僅具象徵性質。此外，當局在1972年曾在路環設訓練中心，以應付招募的需要，但在翌年被撤銷。

### 解散
由武裝部隊運動在1974年策動的康乃馨革命成功後，新上台的葡萄牙政府摒棄了過去的殖民主義政策，其中一個核心內容就是從殖民地撤出軍隊，故葡方在1975年底撤銷澳門獨立地區司令部，由僅負責內部治安的澳門保安部隊取代。而司令部統領的部隊，則已在1975年8月11日解散。

## 另見
- 葡萄牙武装部队
- 駐港英軍
- 治安警察局